# Tanyzancla
Tanyzancla é um gênero de traça pertencente à família Agonoxenidae.